# Antiochus XIII Asiaticus
Antiochus XIII Asiaticus was koning van het Seleucidenrijk van 68 v.Chr. tot 65 v.Chr. Hij was de laatste koning uit het geslacht van Seleucus.
Antiochus XIII was een zoon van Antiochus X en Cleopatra Selena I. Hij verbleef in Rome en werd door de senaat als troon kandidaat van Syrië erkend.
Na de nederlaag van de Slag bij Tigranocerta, zette  Lucullus in 69 v.Chr., Tigranes II van Armenië, af als koning van het Seleucidische Rijk en zette Antiochus XIII op de troon.
Maar reeds in 65 v.Chr. door Pompeius weer onttroond.
Hij vluchtte daarop naar Sampsiceramus, die hem gevangennam en vervolgens liet doden.